# Karl Eduard von Liphart
Karl Eduard von Liphart (in russo Карл Эдуард фон Липгарт? Karl Ėduard fon Lipgart; Kambja, 16 maggio 1808 – Firenze, 15 febbraio 1891) è stato un collezionista d'arte e storico dell'arte russo di etnia livone.
Nacque in una nobile famiglia residente nel castello Raadi a Tartu.
A causa delle condizioni di salute del figlio Ernst si trasferì a Firenze, ove rimase fino alla morte. Ivi entrò in contatto colla granduchessa Marija Nikolaevna Romanova. Fu lui a riconoscere la mano di Leonardo nell'Annunciazione.